# Sergei Anatoljewitsch Melnikow
Sergei Anatoljewitsch Melnikow (* 6. Juni 1971; russisch Сергей Анатольевич Мельников, englische Transkription Sergey Melnikov) ist ein russischer Badmintonspieler.

## Karriere
Sergei Melnikow gewann bei der Badminton-Junioreneuropameisterschaft 1989 Bronze im Mixed. 1992 wurde er erstmals russischer Meister. Drei weitere Titel folgten bis 1997. Außerhalb seiner Heimat war er 1988 bei den Hungarian International und 1996 bei den Amor International erfolgreich. 1993 und 1997 nahm er an den Badminton-Weltmeisterschaften teil.